# Głuszyca Górna

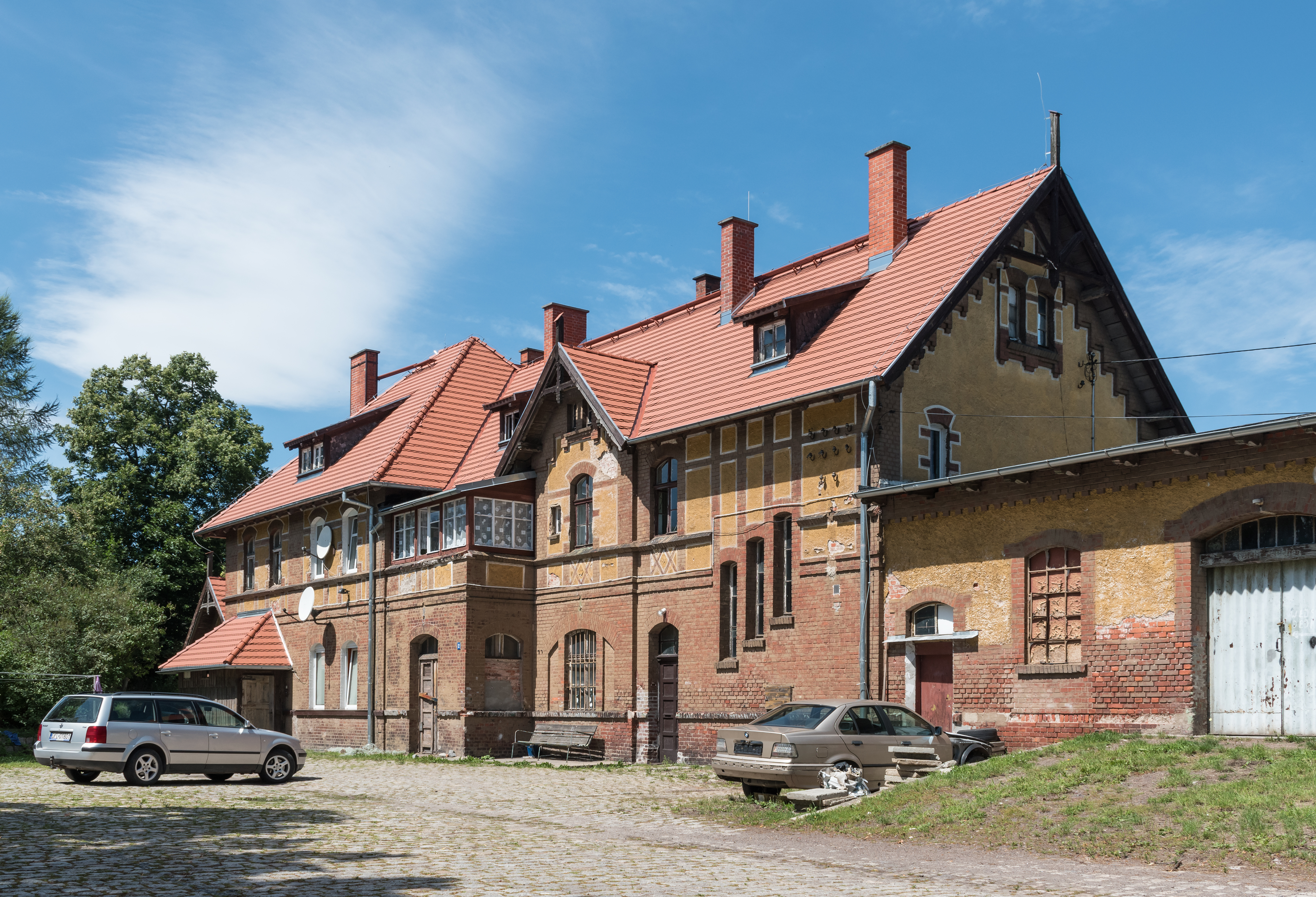
Przystanek kolejowy w Głuszycy Górnej

Głuszyca Górna (niem. Oberwüstegiersdorf) – wieś w Polsce położona w województwie dolnośląskim, w powiecie wałbrzyskim, w gminie Głuszyca, w Górach Suchych w Sudetach Środkowych.

## Podział administracyjny
W latach 1954–1972 wieś należała i była siedzibą władz gromady Głuszyca Górna. W latach 1975–1998 miejscowość administracyjnie należała do województwa wałbrzyskiego.

## Demografia
Według Narodowego Spisu Powszechnego (III 2011 r.) liczyła 1059 mieszkańców. Jest największą miejscowością gminy Głuszyca.

## Komunikacja publiczna
Do Głuszycy Górnej kursują autobusy komunikacji miejskiej z Wałbrzycha. Przez miejscowość biegnie również czynna w ruchu pasażerskim linia kolejowa Kłodzko – Wałbrzych, obsługiwana szynobusami przez samorządowe Koleje Dolnośląskie.

## Zabytki
Do wojewódzkiego rejestru zabytków wpisane są:
- kościół ewangelicki, obecnie rzymskokatolicki parafialny pw. Matki Bożej Królowej Polski, z 1809 r.
- kościół filialny pw. Wniebowzięcia Najświętszej Marii Panny, z XVI wieku, przebudowywany w XVII i XIX wieku
- gospoda - zajazd Pod Jeleniem, drewniano-murowany z 1784 r., przebudowany w połowie XIX w., ul. Grunwaldzka 44
- dom - budynek mieszkalny, późnobarokowy, dawniej pałac z końca XVIII w., zbudowany na prostokącie, piętrowy, siedmioosiowy, nakryty dachem mansardowym z lukarnami. Naroża boniowane, okna w bogatych opaskach o charakterze dekoracji. Architektoniczny portal z otworem zamkniętym łukiem koszowym, wyżej kartusz herbowy i wygięty gzyms naczółkowy. Najokazalszy budynek w miejscowości, ul. Grunwaldzka 41.

## Filia obozuGroß-Rosen
W miejscowości znajdowała się filia obozu koncentracyjnego Groß-Rosen.